# グッドテロリスト
『グッド・テロリスト』（The Good Terrorist）は、イギリスの作家ドリス・レッシングによって執筆された政治小説である。1985年9月に英国のジョナサン・ケープと米国のアルフレッド・A・クノップから出版された。主人公アリスはナイーヴで優柔不断な反面、ロンドンで急進派の仲間たちとスコッターで暮らす中でテロ活動に引き込まれていく。
レッシングは1983年にロンドンで起きた、ハロッズでのアイルランド共和軍（IRA)による爆破事件を受けてこの小説に着手した。レッシングはグレートブリテン共産党の党員であったが、1956年のハンガリー動乱の後に離党した。この小説を風刺的という者もいるが、レッシング自身はユーモアと表現している。また、撞着語法的なタイトルは、アリスのどっちつかずな性格を強調している。
この小説に対する批評は二分されている。一方は登場人物の内面描写や人格化を賞賛し、他方は文体と登場人物が深みに欠けるとして批判している。 ある批評では、レッシングの「文章が力強く、登場人物がリアルに人格化されている」、また別の批評では「テロ行為に参加する個人の性格について見事に描いている」と賞賛される一方で、「驚くほど退屈」で登場人物が「平凡、深みに欠ける、自己欺瞞に陥っている」と批判されている。
この小説はブッカー賞の候補に挙がった他、モンデッロ賞とW・H・スミス文学賞を受賞している。

## プロットの概要
この小説は、主人公アリスの主観的な第三者の視点から描かれている。アリスは政治経済を大学で学んだ後、30代半ばで無職、コミューンを渡り歩いている。アリスはジャスパーという青年と学生のコミューンで知り合って恋に落ち、そこで15年過ごす。しかし、彼の無関心と同性愛への芽生えに、次第に苛立ちをおぼえるようになる。 革新的で「ファシストの帝国主義」に立ち向かっているとアリスは自身を認識しているが、実際は彼女を軽蔑している両親に経済的に依存している。1980年代初頭には「同志」に加わり、ロンドンの廃屋、スコッターでその仲間たち、 無能なリーダーのベルト、レズビアンのカップル、母性的なロベルタと、彼女の不安定で傷つきやすいパートナーのフェイと暮らし始める。
廃墟の家は修復が不可能な状態で、市議会の取り壊しの対象に認定されている。他の仲間はみんな無関心であるが、彼女は掃除し、家を修復する。また、交渉して電気や水道も通してもらう。アリスはその家の「母」のような存在として、メンバーの食事の支度をしたり、地区の警察が立ち退きを要求してくるのにも対処する。メンバーは共産党連合 (CCU) の一員としてデモや監視に参加している。アリス自身もそうした活動にも参加するが、ほとんどの時間を家事に費やす。
闘争に役立てるため、ジャスパーとベルトはアイルランドとソ連へ行き、IRAとKGBの活動に加わろうとするが、かなわず終わる。組織立ったグループがアリスたちの家の隣に移ってきて、その運営のために家を使おうとするが、アリスは抵抗する。そして謎めいた人物が彼らのスコッターを訪れ、決断を迫る。
アリスたちは彼らだけで活動することを選び、自らを「自由英国共産党」と称する。そして爆発物の実験や、爆破に使う車の改造を始める。アリスはこうした活動を支持しないものの、ほとんどの決断を受け入れる。彼らは高級ホテル、ナイツブリッジ・ラグジュアリーを攻撃の対象とするが、経験がなかったために異常爆発してしまい、仲間のファイや通行人など死者を出してしまう。この結果、残る仲間たちも動揺し、解散してスコッターを出る。ジャスパーに幻滅したアリスは、彼についていかず、手を入れこんだ家に残る。爆破について支持していなかったにもかかわらず、仲間の行動を他人に正当化して説明する必要があると感じるが、「ふつうの人には理解できない」と、無駄だということに気が付く。彼女はいつからか、自分はテロリストと認めるようになる。

## 背景
ドリス・レッシングは1940年代に南ローデシア（現ジンバブエ）で生活していた頃から、政治に関心を持ち始めた。彼女は「準共産党」に魅せられ、ソールズベリー（現ハラレ）の左翼ブッククラブに参加した。当時ローデシアで起きた闘争がきっかけで、南ローデシア労働党にも加わった。レッシングは1949年にロンドンに移り、作家活動を開始する。1950年初頭にはグレートブリテン共産党の党員となり、反核運動に加わった。
1964年までにレッシングは小説を6作品出版している。一方で、1956年のハンガリー蜂起で幻滅し、イドリス・サハのスーフィーを読んでからは、彼女の関心はイスラム教の神秘主義哲学スーフィズムに移っていく。そして5巻にわたるSF的な物語、スペースフィクションを書く。『アルゴ座のカノープス』シリーズには、スーフィズムの概念が描かれている。これらの作品は読者によって評価が分かれており、中には彼女の「合理的な世界観」が失われてしまっているという者もいまる。
『グッド・テロリスト』は、レッシングがその後初めて出版した作品になる。そして「レッシングが地球に戻ってきた」「現実に戻ってきた」と賞する者もいた。『グッド・テロリスト』は風刺的というレッテルを貼られるが、彼女はユーモアだとコメントしている。
これは政治的な主張をしている作品ではありません。ある種の政治的な人物を題材にしていますが、それは豊かな社会だけが生み出す自称の改革でもあります。多くの芝居がかった試みがありますが、それは社会に即座の変革を望む極左派の改革にだけ見出されるものではないと思います。
レッシングは、1983年にロンドンで起きたアイルランド共和国軍によるハロッズ爆破事件がきっかけでこの小説を書こうと思ったと語っている。「メディアは素人による犯行と報道していました。そして私は彼らはどのような背景をもっていたのだろうかと想像し始めました」と回想している。「もし彼らが子どもだったら、自分たちの行動について客観的に見ることができず、いったいなにをしているのかわからないままテロリストの活動にのめりこんでしまうこともあるのではないかと思ったのです」。レッシングの頭の中には、すでに主人公アリスのイメージが浮かんでいた。「アリスみたいに、母親のように人の世話をする反面、ためらいもなく多くの人を殺してしまう計画に加わってしまう、そんなことも起こりうるのではないか」と思ったという。アリスは相対する面をたくさん持っているので「もの静かなおばかさん」かもしれません」。 アリスの恋人ジャスパー以外、例えば薬物常用者で傷つきやすいフェイのように、登場人物が「破壊的な人物」となっていったことに驚いている、とも話した。

## ジャンル
『グッド・テロリスト』は、『ニューヨーク・レビュー・オブ・ブックス』のアリソン・ルリーの書評も含め、一部の出版社や書評家から「政治小説」に分類されている。ルリーは政治小説として、ジョゼフ・コンラッドの『密偵』（1907年）以来の「傑作の一つとしてテロリストの内面をよく描いている」と称賛し、一方ウィリアム・H・チャードは『ハドソン・レビュー』でコンラッドに比べて「鋭敏さに欠ける」と評価に疑問を呈した。多くの批評家は、政治小説というよりも政治についての小説だとコメントしている。『帝国の周縁で：クリスティーナ・ステッド、ドリス・レッシング、ナディン・ゴディマ、ルイス』で、イリンは本質的に政治小説とは違い、政治についての小説だと述べている。
『グッド・テロリスト』は風刺的とも言われている。 レッシングについての本『ドリス・レッシング：変化の政治』において、ガイ・グリーンは「一連の変革の風刺」と呼び、スーザン・ワトキンスは『ドリス・レッシング：国境を越えて』において「左翼のグループのひとつに加わった女性をドライに風刺的な視点で描いている」と述べている。2007年にノーベル文学賞を受賞した時に出されたスウェーデン・アカデミーのレッシングの伝記では「全権管理を必要とする現代の左翼を風刺的に、また主人公の女性が道を誤り苦難する一方でそれを克服していくさまを描いている」と述べられている。イリンは、小説は「風刺と追憶」の両方に振り子のように傾いていると述べている。ロバート・E・クーンは、風刺的では全くなく、「最もブラックで陽気な種の風刺」と述べている。彼の意見では、レッシングは全くユーモアのセンスがなく、風刺作家の鞭で打つ代わりに、彼らを絶え間なく軽視する方法で皮肉を使っているという。
ヴァージニア・スコットはファンタジーと言っている。『インターナショナル・フィクション・レビュー』において、ルイス・キャロルの『不思議の国のアリス』について述べる中で、政治的革命グループに加わるレッシングのアリスは、シリアス（真面目な）ファンタジーとしてキャロルのアリスと共通点があると言っている。両方ののアリスが家に入り、不可能に見える課題に直面する。キャロルのアリスは狭すぎる道を通らなければならず、レッシングのアリスは解体の対象となっている、住むのが難しいと思われる場所に置かれる。両方のアリスが、直面している問題の外観を変える。キャロルのアリスは必要を満たすために自分のサイズを変え、レッシングのアリスは他の人に対する彼女の望みをかなえるため家を住めるように変える。スコットはこの点で、『グッド・テロリスト』はフォイヤーが述べているように「アリスの不思議、不思議なアリス」として、キャロルのアリスを暗示していると述べている。

## テーマ

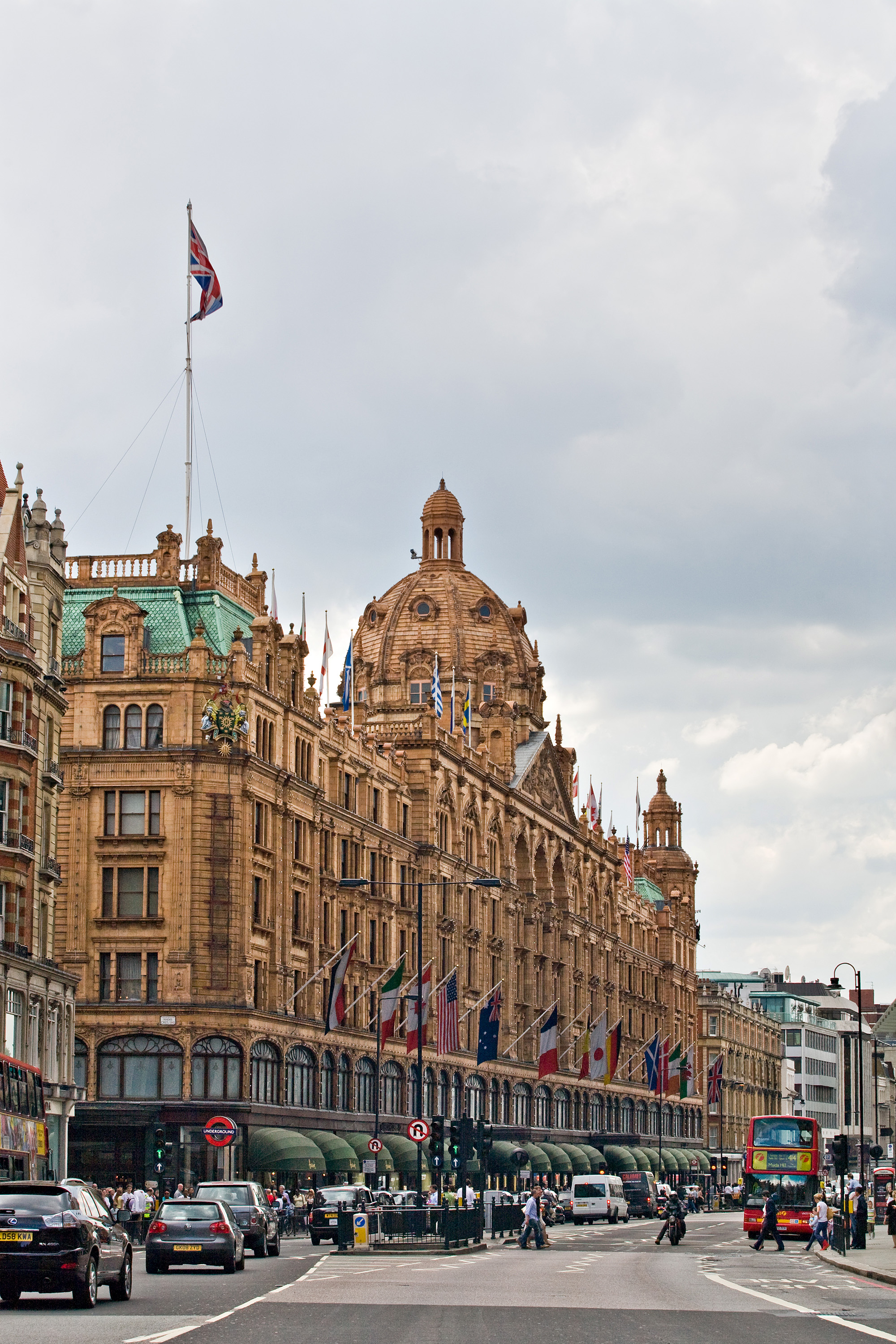
1983年にIRAの爆破事件が起きたハロッズ（2009年撮影）。『グッド・テロリスト』を書くきっかけになった。

アメリカの小説家ジュディス・フリードマンは『グッド・テロリスト』の共通テーマの一つとして、個人のアイデンティティを集団のなかに位置づけ、それを「個人の意識」として伝えていることだと言っている。これは、人が無理に環境に順応しようとするときに起きる問題を提起している。重圧の中で悪い方向へいってしまう、アリスの「善良な女性の、小さな家政婦の変革」だと言っている。
もう一つの点は、象徴的な家の存在である。マーガレット・スキャンランは、『マンスフィールド・パーク』や『ジェーン・エア』のように、『グッド・テロリスト』は「女性を家に関連して定義している」と述べている。「小説研究」において、キャサリーン・フィッシュバーンは、レッシングは「家」を用いて「心理的、存在論的な変化」を象徴している。ここでは「家が、小説でのアリスの役目を象徴している」。イリンによれば、『グッド・テロリスト』は、郊外の陰惨な家としてイングランドを分類しており、つまりロンドンの家がイングランドを表象している。『女性の虐待：ドリス・レッシングの「グッド・テロリスト」における政治的な圧制と男性的な強情』において、ラルバッシュとヤヤは家とそのなかでの圧制の関係が、社会との圧制の関係を反映していると言う。
また、母性に注目する批評もある。「母と娘/高齢と死」でクレア・スプラグは、レッシングは、母親の行動が娘に受け継がれ、母と娘のわだかまりがどのように世代を通じ浸透していくのかというテーマを書いていると述べている。イギリスの小説家ジェーン・ロジャースは、『グッド・テロリスト』は母性について極左であるかのように厳しく辛辣に描いている。なので母性は「痛烈」である。アリスは母親のようにジェスパーの世話をし、関係は絶望的になる。ロジャーのための母性は、復讐や傷つける傾向があるにもかかわらず、その弱さを守るものとして描かれる。
フェミニズムと女性の服従も、『グッド・テロリスト』に関連するテーマとして挙げられている。スカンランによれば、小説に描かれる仲間の多くは女性であるが、政治活動は女性の地位を向上させないことに気づき、軽蔑している父権制の罠にはまっていく。イリンによれば、レッシングは共産党連合 (CCU) の男性メンバーや彼らの役目を嘲笑しつつ、女性メンバーの男性優位の政治組織に共謀し、彼らに服従していく様子を批判的に見ている。しかし、ジェスパーの同性愛の引喩によって、レッシングの「女性の父権制のミソジニーへの心酔とミソジニストの男性への感情的な依存への批判」は、同性愛恐怖症と「異性愛男性の社会における父権的な構造に広がるミソジニー」によって和らげられていると言う。ラルバッシュとヤヤは、レッシングはアリスを「典型的な家政婦」として家族、ここでは仲間たちを世話するが「無視されないがしろにされている」と言う。イギリスの社会フェミニズム活動家ジュリエット・ミシェルによれば、アリスの運命は封印されている、なぜなら女性は「人間として平等に権利がある」はずなのに「経済的、社会的、政治的に周縁に追いやられている」からだと述べている。

## 批評
いくつかの批評では、『グッド・テロリスト』というタイトルは撞着語法だと指摘されている。ロバート・ボッシュマンによれば、アリスがスコッターを修復していく一方で、社会に対して破壊的になっていく「矛盾を含んだ性格」を反映しているという。『ハドソン・レビュー』では、ジョージ・ケアルがタイトルは「皮肉をともなって小説の上にとどまっている」と述べている。読者はアリスが「グッド・テロリスト」だと受け取ると思うが、それは善良な人物である一方で「テロリストに陥っていく」ということではないかという。『ワールド・リテラチャー・トゥデイ』でモナ・ナップは、ヒロインのアリスは善良な人物でも立派な革命家でもない、と述べている。彼女は家を修復していく方法を知っていて、都合の良いように人々を巧みに扱うが、無職で両親に経済的に依存している。実際に革命のための活動が開始され、スコッターが武器を輸送するために使用されるようになると、彼女はパニックに陥り、仲間の影に隠れて彼らを通報する。ナップはアリスを「テロリストとしても人間としても不完全」と述べている。フィッシュバーンは、善良なテロリストはレッシング自身であり、アリスに象徴されているが、レッシングの場合は「文学における政治的なテロリズム」だと述べている。レッシングは自身の考えを頻繁に「一見非常に家庭的に感じられる小説」の中に隠しつつ「私たちの現実への認識に直接的に挑戦している」と説明している。
クエンはアリスについて、「意志が強く慎重で愛すべき」人物ではあるが、36歳になっても未熟なままで両親に依存していると述べている。またイリンは、アリスは「永遠の青春」を生きており、「みんなの母親」としてふるまうのは「自身の未熟さ、あるいは心理的退行」と考えられると見ている。グリーンは、彼女の「人道主義は彼女の世界ではばかげている」と述べ、彼女は目の前で起こっていることや自身の行動がどんな危険を冒すか理解できていないほど未熟だからと説明している。
ボッシュマンは、レッシングの語りは「皮肉」を含んでいると言う。彼は、実際のアリスやアリスが考える自身の姿と、彼女の理想に近づこうとする過程には乖離がないと説明している。アリスは彼女の「母親のような活動」は、自身が母親に認めてもらいたいからだということを認めようとせず、母親に「裏切られ捨てられた」と信じ込んでいる。そして「自己像と世界観についての信条を抱き続けるための」方法としてジャスパーを選ぶ。ジャスパーが彼女の意図を誤解し、彼女の好意を利用しても、アリスは彼に固執し、自己像が「彼への見方をつくる一方で、否定と自己欺瞞を増殖させる」ことを許す。ジャスパーが同性愛者になったという事実を、アリスは「彼の感情の世界」を失ったと感じ、「自分の感情を抑制させて」いく。クエンは、アリスのジャスパーに対する「不運な」「不快な」執着を「理解できる」、なぜなら彼の虐待に耐えなければならない一方で、同性愛になったことに安堵している面があるからだと説明している。
ナップは、レッシングは自身のスタイルの「暴徒」を「中流階級の損なわれた未熟な産物」として暴露している、一方で意味のある変化につながっていない無能さを嘲笑していると述べている。レッシングは「テロを支持する」ことは否定している一方で、労働者階級を搾取しホームレスを無視する組織には相対する姿勢を持っている。ナップは、レッシングはこれらの曖昧な状態に明確な答えは出していないものの、そうした社会の状況やそこに立ち向かう人々を強調していると述べている。スキャンランは、レッシングの登場人物をリチャード・E・ルバーシュタインの Alchemists of Revolution: Terrorism in the Modern World のテロリストと比較している。ルバーシュタインは、「野心的な理想家」が「統制する上層階級や反抗的な下層階級をもたなかった場合」、それは「災難の公式」になると言う。

## 反応
『グッド・テロリスト』に対する評価は分かれている。エリサベス・ローリーは『ロンドン・レビュー・オブ・ブックス』で、「（レッシングは）散文の平凡さへの鋭い批判を受ける一方で、それに対する力強い擁護もある」と述べている。小説の文体について、アイルランドの批評家デニス・ドングは「一貫して退屈」、クエンは「驚くほど個性がない」と述べている。一方ローリーによれば、英国の研究者クレア・ハンソンは「小説がグレーで際立った特質がなく感じられるのはそういった言語を使っているからだ」と反論している。
他にも、フリーマンは「優美で熟練された物語」として「テロリストの活動に参加する個人を非常に上手く描いている」と述べている。『ロサンゼルス・タイムズ』においても、レッシングは「非常に素晴らしい作家の4本の指に入る」と称賛している。『サン・センチネル』のレビューではボニー・グロスが、『グッド・テロリスト』はレッシングの作品の中で「最も手に取りやすい」本と称し、「力強い描写とリアルな人物像」によって読者は「特別な」「価値のある読書体験」に導かれると述べている。グロスは女性の登場人物、特にアリスについて、男性の登場人物よりもより深く洞察されていると考察している。
アマンダ・セバスチャンは『ウーマン・レビュー・オブ・ブックス』で『グッド・テロリスト』について、一見シンプルで展開も推測できるような印象を受ける一方で、実際はスコッターでの生活描写に見られるように「生活の中での日々の積み重ねを淡々と語る」ところにレッシングの強みがあると述べている。また、セバスチャンはアリスの描写について、あたかも「私や同世代が抱える不安について語っているかのよう」と称賛している。米国のフェミニスト刊行誌 ”off our backs” のレビューではビキー・レオナルドが、登場人物が「リアル」で「刺激的」に「非常に上手く描かれた」「魅力的な本」と述べている。レオナルドは、アリスはフェミニストではないが、作品自体がレッシングの「女性とその社会的な礼節への強い敬服」を反映していると付け加えている。 
『ガーディアン』でロジャーは『グッド・テロリスト』について、個人の視点で社会を洞察した「非情なクローズアップの小説」と表現している。同時に、「人間の愚かさと破壊的な面についての分別と怒り」であり、ロンドンでのテロ事件の文脈では「事実に基づいて書かれるレポートでは手の届かない小説だからこそ描ける部分」の好事例になっていると述べている。また "Kirkus Reviews" の批評では、アリスの物語は「非常に巧みで、リアルに、彼女の、正義のために復讐を試みる心情について描き出している」、またアリスは「自己欺瞞」の面があり、必ずしも好感が持てるわけではないが、登場人物と彼らの政治的な動機についての描写に作品の強みがあると述べられている。
ドノグは『ニューヨーク・タイムズ』で、アリスとその仲間に起きたことはそれほど気にかけなかったと述べている。それは、レッシングがアリスを通して「政治上の反動や偏見が全く無意味である」ことを読者に気づかせ、それ以上の関心をそこに抱かせないからではないかと分析している。ドノグは一方で、レッシングは登場人物が「地の塩（世の腐敗を防ぐ健全な人、マタイ伝より）なのかクズなのか」決めかねているようだと批判している。『シカゴ・トリビューン』でクエンは、作品は全体として印象が薄く記憶に残りにくいと述べている。レッシングは登場人物の成長に力を注ぎ込んでいるが、彼らは「つまらない、あるいは二次元止まりで深みがない、あるいは自己欺瞞によりどこか不自由になっている」と批判している。
『グッド・テロリスト』は1985年ブッカー賞にノミネートされ、1986年にはモンデッロ賞とW・H・スミス文学賞を受賞している。2007年にレッシングはノーベル文学賞受賞し、「文学の歴史と生きた文学」の一部となった。授賞式ではスウェーデンの作家ペール・ヴェストバリが「スクワットを中心に活動する極左翼の文化が女性の自己犠牲を飲み込んでいく深みのある話」と称賛した。『グッド・テロリスト』はレッシングの傑作5作の一つとして挙げられている。インドの作家ネール・ムヘンジーは2015年に「革命に関する本のトップ10」の一つとして『ガーディアン』にも公表している。

## 出版
『グッド・テロリスト』は1985年にハードカバーで英国の出版社ジョナサン・ケープと米国のアルフレッド・A・クノップから初版が出ている。 ペーパーバック版は翌年9月にグラフトンから出版された。また、1999年4月には米国でブラックストーン・オーディオから、13時間に及ぶフル録音版でオーディオ・カセットが出ている。翻訳版はカタルーニャ語、中国語、フランス語、ドイツ語、イタリア語、スペイン語、スウェーデン語で出版されている。

## 引用
- Boschman, Robert (January 2003). “Excrement and 'Kitsch' in Doris Lessing's 'The Good Terrorist'”. In Bloom, Harold. Doris Lessing. New York City: Infobase Publishing. pp. 87–106. ISBN 978-0-7910-7441-1
- Fishburn, Katherine (1988). “Wor(l)ds Within Words: Doris Lessing as Meta-fictionist and Meta-physician”. Studies in the Novel (University of North Texas) 20 (2):  186–205. JSTOR 29532567.
- Greene, Gayle (1997). Doris Lessing: The Poetics of Change. Ann Arbor, Michigan: University of Michigan Press. ISBN 0-472-08433-X
- Kearns, George (1986). “Revolutionary Women and Others”. The Hudson Review (The Hudson Review, Inc) 39 (1):  121–134. doi:10.2307/3851633. JSTOR 3851633.
- Lessing, Doris (2013) [1985]. The Good Terrorist. London: Fourth Estate. ISBN 978-0-00-749878-9
- Scanlan, Margaret (1990). “Language and the Politics of Despair in Doris Lessing's The Good Terrorist”. Novel: A Forum on Fiction (Duke University Press) 23 (2):  182–198. doi:10.2307/1345737. JSTOR 1345737.
- Yelin, Louise (1998). From the Margins of Empire: Christina Stead, Doris Lessing, Nadine Gordimer. Ithaca, New York: Cornell University Press. ISBN 978-0-8014-8505-3